# Aa of Goorloop
De Aa of Goorloop is de naam voor de bovenloop van de Groote Beerze. Deze ontspringt in het natuurgebied Riebos te Lommel op een hoogte van ongeveer 45 m en stroomt van daaruit naar het noorden.
De stroom bereikt dan Nederland in de gemeente Bergeijk, om via een ontginningsgebied naar de Boswachterij De Kempen te stromen. Hier raakt de stroom opnieuw de grens, bij  't Jachthuis, doch blijft nu in Nederland. Verderop vormt ze een moerasgebied binnen de boswachterij, wat een natuurreservaat is binnen het bos.
Ten noorden van de snelweg A67 verlaat de stroom het bos en doorstroomt landgoed Ten Vorsel, waar vroeger de Vorselse Molen op de stroom heeft gestaan. Waar Hapert wordt bereikt vloeit het Dalemstroompje in de Aa of Goorloop, waarna beide riviertjes als Groote Beerze hun loop voortzetten.